# Nathan Burns
Nathan Joel Burns (Orange, 7 mei 1988) is een Australisch voormalig voetballer die bij voorkeur als aanvaller speelde.

## Clubcarrière

### Adelaide United
Burns speelde in de jeugd bij Parramatta FC en Australian Institute of Sport (AIS) alvorens hij in januari 2007 bij Adelaide United tekende. In het seizoen 2006/07 werd hij met de club vice-kampioen. De Grote Finale werd met 6-0 verloren van Melbourne Victory. Aan het einde van het seizoen 2007/08 werd hij door Noors landskampioen SK Brann uitgenodigd voor een 10-daagse stage. Hier kwam hij Michael Thwaite tegen, waarmee hij later zou spelen in het Australisch voetbalelftal.

### AEK Athene
Op 10 juni 2008 tekende Burns een vierjarig contract bij AEK Athene. De keuze viel op AEK omdat het naar zijn zeggen een grote kans voor hem was om Europees voetbal te spelen. AEK betaalde circa €600.000,- voor de vleugelspeler.
Burns maakte zijn debuut in de Super League op 28 februari 2009 toen hij als invaller het veld in kwam tegen Skoda Xanthi (2-1 winst). Hij kwam in zijn eerste seizoen slechts tot een handvol wedstrijden. Mede door de komst van aanvaller Krisztián Németh was er voor Burns het volgende seizoen weinig perspectief op speelminuten. In augustus 2009 werd hij voor het restant van het seizoen verhuurd aan Griekse tweedeklasser Kerkyra. Met acht doelpunten uit 31 wedstrijden had de Australiër een bijdrage aan de promotie van de club naar de Super League.

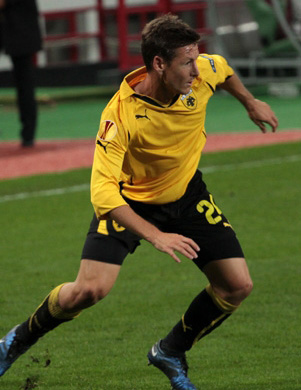
Burns spelend voor AEK Athene in 2011

Burns keerde in de zomer van 2010 terug naar AEK. Zijn goede prestaties in het voorgaande seizoen waren niet onopgemerkt gebleven bij nieuwe trainer Manolo Jiménez, die hem meer speelminuten gunde. Hij kwam tot 18 competitieoptredens en maakte op 27 februari 2011 zijn eerste doelpunt voor de Grieken in een 3-2 uitoverwinning op Ergotelis. Daarnaast maakte hij dat seizoen zijn debuut in de Europa League. Hij kwam vier van de zes groepswedstrijden in actie. Burns won in 2011 met AEK de Griekse voetbalbeker, echter speelde hij niet mee in de finale.
In het seizoen 2011/12 belandde Burns op een zijspoor bij de Atheense club. Hij kwam tot drie invalbeurten in competitieverband. Wel speelde hij mee in de groepswedstrijden van AEK in de Europa League. Op 14 december 2011 maakte hij zijn allereerste doelpunt in Europees verband. Op die dag speelde AEK in Oostenrijk tegen Sturm Graz (1-3 winst). Burns promoveerde vlak voor rust een voorzet van Roger Guerreiro tot treffer en zette zodoende zijn ploeg op een 0-2 voorsprong. Nadien kwam hij nog driemaal in actie voor de club. Hoewel hij uit Australië werd gehaald als veelbelovend talent, heeft hij de verwachtingen nooit waar kunnen maken. Op 19 januari 2012 werd zijn contract in onderling overleg ontbonden.

### Incheon United
Burns vertrok een week later naar Zuid-Korea om aan de slag te gaan bij Incheon United. Een langdurige knieblessure zorgde ervoor dat hij in zijn eerste seizoen slechts drie wedstrijden speelde. In de voorbereiding van het seizoen 2013 keerde zijn blessure terug waarop hij zich volledig ging focussen op herstel. Op 15 juni 2013, na 431 dagen niet gespeeld te hebben, maakte Burns zijn rentree in een liefdadigheidswedstrijd tussen Incheon United en Jeju United. Hij speelde nadien echter geen officiële duels voor Incheon.
In juli 2013 kwam het nieuws naar buiten dat Burns per 1 september op huurbasis aan de slag ging bij Newcastle United Jets. Het huurcontract liep tot 11 januari 2014. Hij speelde twaalf wedstrijden voor Newcastle Jets, waarin hij tweemaal doeltrof.

### Wellington Phoenix
Op 24 juni 2014 tekende Burns een contract tot medio 2016 bij het Nieuw-Zeelandse Wellington Phoenix, uitkomend in de A-League. Burns beleefde een uitstekend seizoen en plaatste zich met de ploeg voor het eerst in drie jaar weer voor de knockout-eindfase. Op 30 november 2014 ging hij de boeken in als eerste speler die namens Wellington Phoenix een hattrick maakte in de A-League. Hij deed dit in een met 5-1 gewonnen thuiswedstrijd tegen Melbourne City. Burns eindigde het seizoen als clubtopscorer met 13 doelpunten uit 24 wedstrijden. Aan het einde van het seizoen won hij de Johnny Warren Medal als beste speler van het seizoen.

### Japan
Zijn goede spel in het voorgaande seizoen leverde Burns een transfer naar Japan op. Hij tekende op 8 juli 2015 een contract bij FC Tokyo. Op 25 juli maakte de spits zijn eerste doelpunt voor de club in een wedstrijd tegen Kashima Antlers, dat desondanks met 2-1 wist te winnen. FC Tokyo eindigde het seizoen op de vierde plek en miste op doelsaldo plaatsing voor de knockout-fase van de competitie. Burns wist echter geen vaste waarde te worden. In het seizoen 2017 kwam hij door de komst van Yoshito Okubo en Peter Utaka niet meer voor in de plannen van trainer Yoshiyuki Shinoda. Op 23 juni 2017 bracht FC Tokyo het nieuws naar buiten dat Burns de club aan het einde van de maand ging verlaten.
Ondanks interesse van Australische clubs, besloot Burns om in Japan te blijven voetballen. Hij tekende op 13 juli 2017 bij Sanfrecce Hiroshima.

### Terugkeer naar Wellington Phoenix
Op 30 december 2017 werd bekendgemaakt dat Burns zou terugkeren naar Wellington Phoenix. Hij tekende voor twee jaar. Burns wist in zijn tweede periode bij de club geen potten te breken. Aan het einde van het seizoen 2018/19 werd zijn aflopende contract niet verlengt.

## Australisch elftal

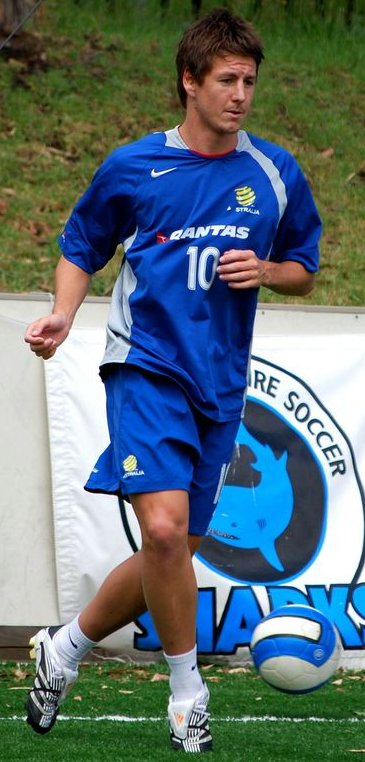
Burns met Australië onder 23 in 2008

Burns maakte zijn debuut voor The Socceroos op 30 juni 2007 in een met 3−0 gewonnen oefenwedstrijd tegen Singapore. In 2011 nam hij met Australië deel aan de Aziatisch kampioenschap voetbal 2011. Burns zat in de verloren finale tegen Japan de hele wedstrijd op de bank.
Op 17 januari 2015 mocht Burns voor het eerst sinds 2011 een interlandwedstrijd in de basis starten. Dit was in de laatste groepswedstrijd van het Aziatisch kampioenschap voetbal 2015 tegen Zuid-Korea. Australië reikte de finale waarin het 2-0 won van de Chinezen. Burns zat echter, net als tijdens de finale van 2011, op de reservebank. Hij was geen vaste waarde in het Australisch elftal en werd derhalve nooit opgenomen in de WK-selecties van het land.

## Erelijst

### Clubverband
AEK Athene
- Griekse voetbalbeker: 2011

### Interlandverband
Australië
- Aziatisch kampioenschap voetbal: 2015

### Individueel
- Johnny Warren Medal: 2014/15
- A-League elftal van het seizoen: 2014/15